# 村上大祭

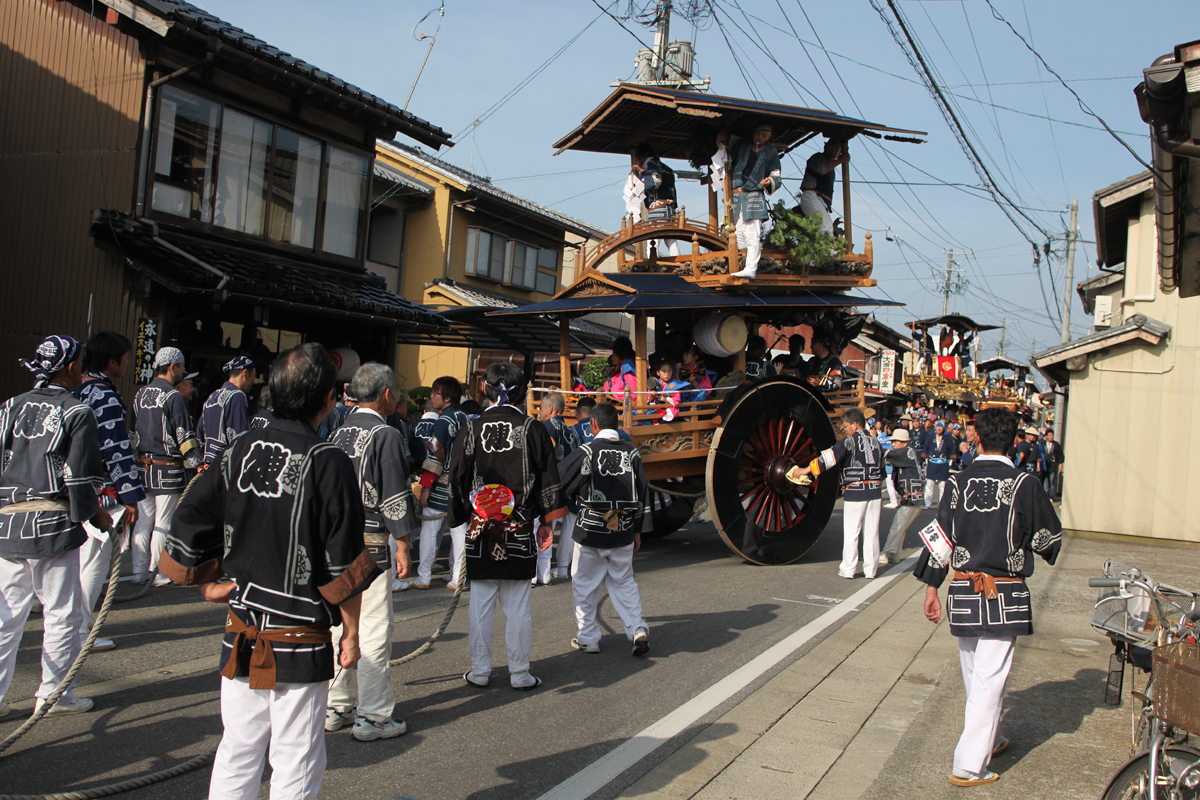
新潟県村上市

村上大祭（むらかみたいさい）は、新潟県村上市羽黒町にある西奈彌羽黒神社の例大祭。国の重要無形民俗文化財に指定されている。毎年7月6日と7日の両日に行われる。蒲原まつり、柏崎えんま市と並んで、新潟三大高市(たかまち)の一つとされている。おしゃぎりという屋台が市中を練り歩く光景は見事で、例年市外はおろか県外からも観光客を集める。

## 由来
1633年（寛永10年）6月7日、村上藩主が西奈彌羽黒神社を城から見下ろすのは畏れ多いとして、臥牛山の中腹から現在の場所へ移されたことを祝い、大町の人たちが大八車に太鼓を積んで町じゅうを練り回したのが、村上大祭の始まりと伝えられている。江戸時代には旧暦の6月6日・7日に行われていたが、明治以降は新暦の7月6日・7日となり現在に続いている。1988年（昭和63年）3月25日に「村上まつりのしゃぎり行事」として新潟県の無形民俗文化財に指定され、2018年（平成30年）3月8日には「村上祭の屋台行事」として国の重要無形民俗文化財に指定された。

## 概要
大祭は、7月6日午後から同7日にかけて行われる。大祭では、「おしゃぎり」と呼ばれる屋台が曳き出される。

### おしゃぎり
おしゃぎり（お囃子）とは、新潟県村上市で行われる村上大祭に曳きだされる山車（だし）のこと。
高さが5m以上あり、取り回しがいいように車輪が2つ付く。車輪は2mほどである。2階構造となっており、1階がお囃子を演奏する一間造りのスペースで、2階には“乗せ物”を飾るスペースとなる。繊細な彫刻や細工と彩りよく、堆朱・堆黒が施され金箔がちりばめられている絢爛豪華な山車である。乗せ物は各町内によって異なり、見送りと呼ばれる繊細な彫刻も特徴。
おしゃぎりと同等な大きさで白木造り、1階がお囃子と楽屋の二間構造のお囃子屋台や、おしゃぎりより簡素で車輪は小型、威勢の良い太鼓と笛の演奏が特徴な仁輪加（にわか）屋台もある。夜には提灯の灯りをまとった屋台がにぎやかなお囃子の音とともにゆらゆら揺れながら町を練り歩き、その様は大変情緒があり、幻想的である。
おしゃぎりは、昔の町人町に存在し、19町内、計19台のおしゃぎりがある。屋台は「しゃぎり屋台」「囃子屋台」「仁輪加屋台」の三つに分けられる。19町内の屋台のうち11町内がおしゃぎり屋台、6町内が囃子屋台、2町内が仁輪加屋台にあたる。
一番 久保多町（囃子屋台）
1812年（文化9年）に建造された。乗せ物は「住吉の景」で、大阪の住吉大社の景色を現した物。見送りは「松と双龍と波の彫刻」。屋台後方には楽屋があり、三味線、鼓、鉦、太鼓でお囃子を演奏する。乗り子は裃を着ている。7月7日早朝の小町坂を駆け上がる姿は、この祭りの見所の一つ。
二番 大町（しゃぎり屋台）
1874年（明治7年）に建造され、その後の大火で消失後、焼け残った部分を生かし、1934年（昭和9年）に新たに塗と彫りが施された。乗せ物は「諫鼓に鶏」。諫鼓とは、昔の中国で、君主に諫言したい者に打たせた太鼓の事で、平和の象徴とされている。 2022年(令和4年)に大八車が65年ぶりに新調された。
三番 寺町（しゃぎり屋台）
1789年（寛政元年）に建造された。乗せ物は「費長房」で、曽我兄弟の仇討ちを題材とした「曽我物語」に登場する「鶴に乗った仙人」としてしられている。屋台の高欄の部分には、かぶに鼠、竹に虎、波に兎、欄下の龍など十二支にちなんだものが配置され、上がり段の波彫り、前庇の槌の水車など、名匠の作と言われている。
四番 大工町（しゃぎり屋台）
1796年（寛政8年）に建造された。乗せ物は、祝儀の席でよく歌われる「高砂の尉（翁）と 姥」。見送りは、「送り松」。町名の通り昔は大工が大勢住む町内で、屋台にも職人の技が見られる。特に少人数でも屋台を引き回す事ができる様に、木の内部をくりぬき軽量化されている。
五番 小町（しゃぎり屋台）
1805年（文化4年）に建造され、1872年（明治5年）の火災後、焼け残った部分を生かし1873年（明治6年）逐次再建されたもの。乗せ物は、七福神の一神「大黒天」。三宝（仏・法・僧）を守り飲食惠む神とされている。江戸時代になると商家では福の神として、農家では田の神として庶民の信仰の対象となった。見送りは、「鶴の衝立」。
六番 塩町（しゃぎり屋台）
1772年（安永元年）に建造されたもので、19台の屋台の中で2番目に古い。乗せ物は、中国の伝説上の生き物「猩々」。日本では、能楽の曲名として知られている。親孝行な息子の素直な心を賞して、汲めど尽きない酒の泉を与え、舞を舞うというのが謡曲の筋になっている。この猩猩の舞う姿を模したもの。見送りは、「大蓑亀」。
七番 上町（しゃぎり屋台）
1850年（嘉永3年）に建造された。　当時、町内に住んでいた村上の名工「有磯周斎」が中心となり、村上彫刻の粋を集めたものと言える。乗せ物は「大梵鐘」で、「寛永十年六月吉日」「羽黒大権現」という銘がある。見送りは、「双龍の彫刻」。この龍は、一階部分にある二匹の鯉の「鯉の滝登り」の様の描いている。
八番 細工町（囃子屋台）
1924年（大正13年）に建造された。前の屋台と同じ形式で造りられたもので、簡素な能舞台を原型にしたもの。乗せ物は「三番叟」。能楽の祝言曲の式三番で、三番目に老人が黒い能面をつけて舞うことからその名がついた。見送りは、「若松」。お囃子の調子は三下り。
2023年(令和5年)に屋台の一部を新調。
九番 安良町（囃子屋台）
1856年（寛政3年）に建造された。乗せ物は「住吉の景」。久保多町の乗せ物とは違い、松の木一本で表している。見送りは「竜と虎」。お囃子は、二上りの「樂くずし祇園ばやし」お囃子は現在の屋台の建造年代より83年古く、1773年（安永2年）にできている。
2023年(令和5年)に屋台の一部を新調。
十番 小国町（しゃぎり屋台）
1774年（安永3年）に造られた屋台で三番目に古い。全体として朱、青、黄の色漆、金銀箔、青貝摺、卵殻などさまざまな塗りの技法を用いている。一層腰屋根が四面とも踏破風になっている。乗せ物は「孟宗」。中国の二十四孝の一人で真冬に筍が食べたいという母のために雪の降る中を筍を取りに出て母親に供したと言われている。親孝行のモデル。見送りは「桐に鳳凰」が金糸の刺繍で施されている衝立。
十一番 鍛冶町（囃子屋台）
1792年（寛政4年）に建造された。お囃子屋台の中では塗りの施されたものとなっている。乗せ物は「二見浦の景」。夫婦岩を配りし見送りと高欄には「立浪」の彫刻が施されている。鍛冶町のお囃子は村上市の無形文化財に指定されている。お囃子の行きの曲は、早朝漁のため港を出る船の情景を表し、帰りの曲は、豊漁の喜びにわき港に帰る船の情景を表している。
十二番 肴町（しゃぎり屋台）
1760年（宝暦10年）に造られた屋台で現存する屋台では一番古い屋台である。乗せ物は「鯛に乗った恵比寿様」。屋台後方の見送りをはじめ彫刻は「宝尽くし」で彩られている。屋台一階の天井の絵は、桐に鳳凰がいろどられている。
十三番 長井町（しゃぎり屋台）
1869年（明治2年）に古い屋台の部材を利用して、明治初年に再建されたもの。当時一階だった屋台を二階にした。乗せ物は「布袋様」。この乗せ物は、19の屋台の中で唯一カラクリ仕掛けがあり、布袋様が顔を左右に振ったり、舌を出したりする。布袋様は中国の禅僧「布袋和尚」を期限として江戸時代には七福神の一つに数えられた。見送りは、「雲と鶴の彫刻」。
十四番 羽黒町（しゃぎり屋台）
1998年（平成10年）に建造された。羽黒町の屋台は村上では64年ぶりに新造された屋台である。それまでは仁輪加屋台であった屋台を地元の職人が伝統技術と現代感覚を調和し、しゃぎり屋台に新調した。乗せ物は「大天狗」で西奈彌羽黒神社に奉納されている「大天狗の面」をモデルとしたものである。見送りは、「鳥天狗の彫刻」。
十五番 庄内町（しゃぎり屋台）
1995年（平成7年）に再建したにわか屋台から1999年（平成11年）にしゃぎり屋台に改造した。その後も建造を続け、少しずつ変化していき2015年（平成27年）に完成。2002年（平成14年）に乗せ物を「瓢鮎図」に新調した。見送りは、「兎の衝立」。
十六番 片町（囃子屋台）
2009年（平成21年）に越後村上古建築研究会によって建造された。
以前の屋台は1933年（昭和8年）建造。 乗り子が直垂という衣装を着るのが特徴。衣装の色には鶯色と紅梅色が使用されており、春を感じさせる配色となっている。また屋根も紅梅色が使用されている。 しゃぎり屋台の形式で樂は、はやし調子になっている。乗せ物は「蘭陵王」。見送りは、「唐獅子の衝立」。
十七番 上片町（囃子屋台）
1934年（昭和9年）に建造された。片町同様、しゃぎり屋台の形式で樂は、はやし調子。乗り子は水色の帷子と黄色の裃を着て、大太鼓、小太鼓、摺り鉦、そして笛の音で荘重の中に優雅な調子を奏でます。乗せ物は「天鈿女命」（アメノウズメノミコト）。2000年（平成12年）に見送りを元々「岩」だったものを「三階の松」に新調した。
2023年(令和5年)に屋台の一部を新調。
十八番 加賀町（仁輪加屋台）
1988年（昭和63年）に造り変えられた。お囃子屋台、しゃぎり屋台とは違い笛と太鼓だけで演奏する。車輪も小さいため軽快な動きが特徴。が乗せ物は「舌きり雀のおじいさん」。舌切り雀の良いおじいさんが宝の入った葛篭を担いでいる姿。見送りは、「松」。2011年（平成23年）に屋根を新調。2012年（平成24年）に提灯を新調。
十九番 泉町（仁輪加屋台）
1992年（平成4年）に造り変えられた屋台。加賀町同様、にわか屋台。2013年（平成25年）に車輪を新調した。乗せ物は「二ノ宮金次郎」。見送りは、「松」。松の枝が三段になっており、上から下へと次第に長くなっている。

### 日程
7月6日
午後から各町内の屋台が各町内を練り歩く。
7月7日
午前1時ごろ - 一番屋台（久保多町）が出発。その後、全19町内の屋台が羽黒神社前に集まる。
午前8時ごろ - 屋台は西奈彌羽黒神社前を出発し、市内を練り歩く。
午後6時ごろ - 屋台は肴町を出発し、午後10時頃まで練り歩く。